# Mangalawarpet, Channapatna
Mangalawarpet là một làng thuộc tehsil Channapatna, huyện Ramanagara, bang Karnataka, Ấn Độ.